# Big Butte Creek
La Big Butte Creek est une rivière de l'Oregon, aux États-Unis, nommée d'après l'ancien nom du mont McLoughlin, Snowy Butte. Longue de 19 kilomètres, c'est un affluent du Rogue. Son bassin versant couvre environ 635 km2 du comté de Jackson. La fourche nord (North Fork) de la rivière prend naissance sur les pentes du pic Rustlerm, et les eaux d'amont de la fourche sud (South Fork) se trouvent près du mont McLoughlin. Elles coulent vers l'ouest et confluent près de la ville de Butte Falls, puis le bras principal coule en général en direction nord-ouest pour se jeter dans le Rogue à environ 1,6 km au sud-ouest du barrage William L. Jess et du lac Lost Creek.
Le bassin versant de la Big Butte Creek fut d'abord peuplé, il y a plus de 8 000 ans, par les tribus Klamath, Upper Umpqua et Takelma. Lors des guerres des Rogue River, dans les années 1850, la plupart des Amérindiens furent tués ou forcés de vivre dans des réserves indiennes. Les premiers colons non autochtones arrivèrent dans les années 1860 et développèrent rapidement la région. À la fin du XIXe siècle, le bassin versant servait surtout à l'agriculture et à l'exploitation forestière. La petite ville de Butte Falls fut constituée en corporation municipale en 1911.
Les sources Big Butte, situées dans le bassin versant, fournissent plus de 98 000 000 de litres d'eau potable par jour à plus de 115 000 résidents de la vallée du Rogue. L'eau de la Big Butte Creek est aussi détournée pour l'irrigation à plusieurs autres endroits.
L'eau du bassin versant de la Big Butte Creek est en général d'une grande qualité et fait vivre plusieurs espèces de truites et de saumons. Ce bassin abrite aussi plus de 152 espèces d'oiseaux, 63 espèces de mammifères, 19 espèces de reptiles et de nombreuses plantes. En 1995, le Bureau of Land Management a désigné la région des Poverty Flats comme région dont l'environnement est particulièrement préoccupant (en) pour protéger plusieurs espèces rares de plantes.

## Cours

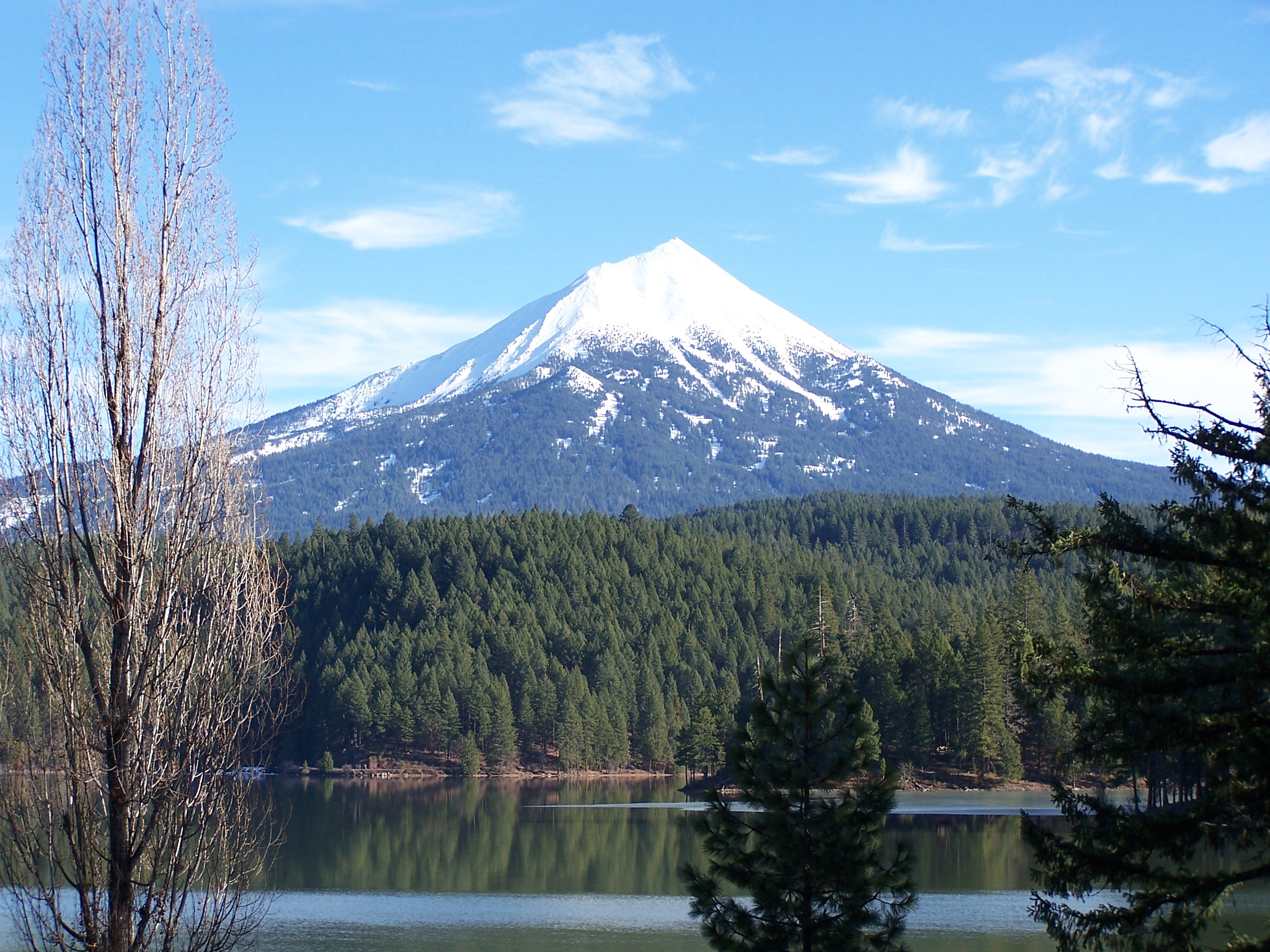
Lac Willow (dans le bassin versant de la Big Butte Creek), devant le mont McLoughlin.

La Big Butte Creek commence dans la chaîne des Cascades, près de Butte Falls. Elle coule en général en direction nord-ouest sur quelque 19 kilomètres avant de se jeter dans le Rogue. Ses deux principales fourches, la North Fork (Nord) et la South Fork (Sud), confluent à 684 m au-dessus de la mer, tandis que l'embouchure de la rivière se trouve à une altitude de 475 m.
Les eaux d'amont de la North Fork partent des pentes du pic Rustler, d'une hauteur de 1 893 m,. Elles coulent vers le sud-ouest et reçoivent nombre de petits affluents, tels les ruisseaux Jackass, Eighty Acre et Friese. La fourche tourne vers l'ouest et coule juste au nord de Butte Falls avant de confluer avec la South Fork.
La Fork South débute à la confluence de deux de ses affluents, les ruisseaux Twincheria et Rancheria. Elle coule vers le sud-ouest et reçoit les eaux du ruisseau Fourbit sur la gauche. Ce dernier commence près du mont McLoughlin, où des failles gigantesques permettent peut-être l'infiltration d'eau du lac Fourmile voisin, dans le bassin versant du fleuve Klamath. La South Fork tourne vers l'ouest et reçoit les eaux du ruisseau Willow sur la gauche. Les sources Big Butte se trouvent sur ce ruisseau, et l'aqueduc Medford, qui conduit l'eau potable aux villes de la vallée du Rogue, longe la South Fork de là jusqu'à Butte Falls. Les eaux de cette fourche forment des chutes de 4,6 m, les Butte Falls, homonyme de la ville voisine, et confluent avec la North Fork à environ 1,6 km en amont,,.
La Big Butte Creek coule vers le nord-ouest et recueille les eaux du ruisseau McNeil sur la gauche et celles du ruisseau Clark sur la droite, ainsi que nombre d'autres petits affluents. Cette région compte de nombreux rapides des classes II et III suivant l'Échelle internationale de difficulté des rivières. La rivière est franchie par Cobleigh Road à 15 kilomètres de son embouchure et par Netherlands Road à 4 kilomètres de son embouchure,. À environ 0,97 km de l'embouchure, ses eaux forment les chutes Crowfoot et sont franchies par Crowfoot Road,. Elles se jettent ensuite dans le Rogue, à 249 km de l'embouchure où ce fleuve se jette à son tour dans l'océan Pacifique. L'embouchure de la Big Butte Creek se trouve à quelque 1,6 km au sud du barrage William L. Jess, et la route 62 de l'Oregon passe juste au nord d'elle,. Le bras principal débite moins d'eau que la South Fork pendant l'été en raison de déviations d'eau.

### Débit
Le United States Geological Survey contrôle le débit de la Big Butte Creek à trois stations de jaugeage différents : deux sur la South Fork et une sur le bras principal. Les deux premières fermèrent en 1991, mais la station située à l'embouchure de la rivière fonctionne encore.
|            | Lieu                        | Bassin versant | Années d'enregistrement | Débit moyen | Débit maximum                | Débit minimum                                |
| ---------- | --------------------------- | -------------- | ----------------------- | ----------- | ---------------------------- | -------------------------------------------- |
| South Fork | en amont du ruisseau Willow | 175,1 km2      | 1986–1991               | 1,7 m3/s    | 19 m3/s (23 février 1986)    | 1 m3/s (août-septembre 1988, septembre 1990) |
| South Fork | près de Butte Falls         | 357 km2        | 1911–1991               | 4,3 m3/s    | 357 m3/s (22 décembre 1964)  | 1 m3/s (septembre 1981)                      |
| Rivière    | à l'embouchure              | 634,5 km2      | 1946–2010               | 5,9 m3/s    | 476 m3/s (22 décembre 1964), | 0,2 m3/s (23-24 juin 1977),                  |

## Bassin versant
Le bassin versant de la Big Butte Creek, d'une superficie d'environ 635 km2, se trouve dans le sud de l'Orégon. Quelque 55 % de cette superficie appartient au Bureau of Land Management et au Service des forêts des États-Unis, 1 % à la ville de Medford, et 44 % sont des propriétés privées. L'altitude varie de 476,1 m, à l'embouchure de la rivière, à 2 894 m, au sommet du mont McLoughlin, et est en moyenne de 1 075 m,.
Le bassin versant de la Big Butte Creek connaît un  climat méditerranéen et reçoit de 890 à 2000 millimètres de précipitations par an. La majeure partie des précipitations tombe de novembre à mars,,. Neuf pour cent des eaux de ruissellement du bassin versant proviennent des pluies ; 35 %, de la pluie ruisselant sur la neige ; et 56 %, de la fonte des neiges. Le bassin versant contient la principale source d'eau souterraine de tout le bassin du Rogue ; les sources Big Butte. La température varie de -12 à 38 °C,,.
Le bassin versant se divise en deux régions: les High (hautes) Cascades et les Western (occidentales) Cascades, deux chaînes d'origine volcanique. Les Western Cascades composent les deux tiers occidentaux du bassin versant. Cette région est très érodée, ayant de 17 à 38 millions d'années. Ses pentes instables se composent surtout d'éjectas. Comme ce type de roche a une grande capacité d'absorption de l'humidité, les coulées de terre sont fréquentes. Les High Cascades sont bien plus jeunes, ayant de trois à sept millions d'années. Le mont McLoughlin est le volcan des High Cascades le plus notable du bassin versant ; sa dernière éruption remonte à environ 20 000 à 30 000 ans. Le basalte et l'andésite sont les types de roches les plus répandus dans cette région,.
Les bassins versants voisins comprennent : l'affluent Little Butte Creek du Rogue, au sud ; de petits affluents du Klamath tels que le Fourmile Creek, à l'est ; la fourche Sud du Rogue, à l'est et au nord ; de petits affluents du Rogue, dont le Reese Creek et l'Indian Creek, à l'ouest.

## Flore et faune

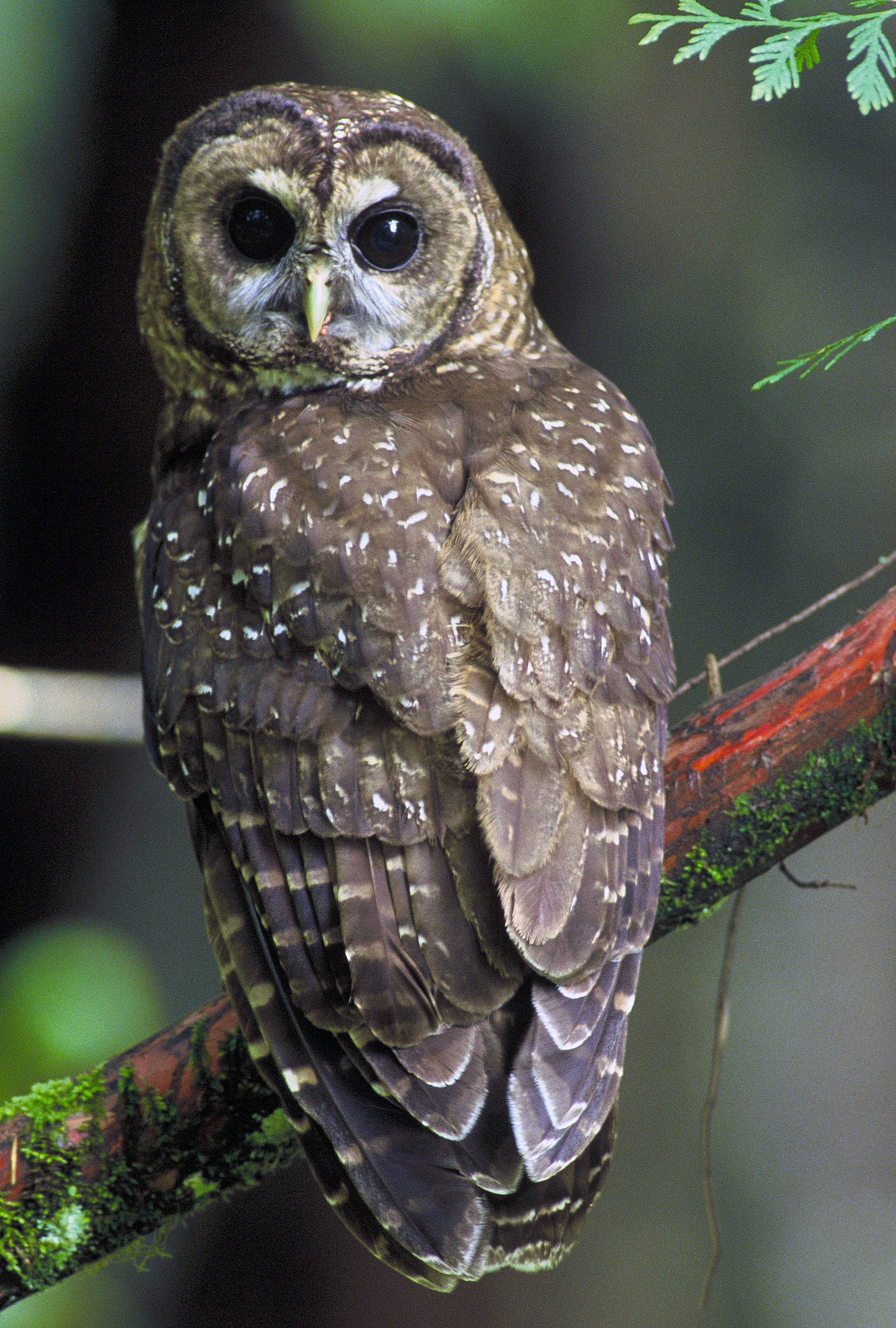
La Chouette tachetée du Nord, sous-espèce rare qui habite le bassin versant

Parmi les arbres les plus répandus dans le bassin versant de la Big Butte Creek, on compte quatre espèces de Sapins, deux espèces de pins, le Cèdre à encens et la Pruche de l'Ouest. Le sous-bois contient des plantes comme l'If de l'Ouest, l'Arbousier d'Amérique, Chrysolepis et l'Érable circiné. On a signalé plusieurs espèces invasives dans ce bassin versant, telles que le Pâturin des prés, l'Agrostide commune, le Brome des toits et l'Agrostide géante. Leur propagation résulte fort probablement du surpâturage. Les espèces sensibles qui croissent dans le bassin versant comprennent Perideridia howellii, Mimulus pygmaeus, le Cypripède fasciculé, l'Asaret de l'espèce Asarum wagneri, Collomia mazama et Microseris laciniata subsp. detlingii,. On a aussi découvert Iliamna latibracteata et Plagiobothrys glyptocarpus dans les zones ripariennes. Les Poverty Flats, dont l'environnement est particulièrement préoccupant, comprennent plusieurs espèces rares, dont Limnanthes floccosa subsp. bellingeriana, Perideridia howellii et la Woodsie des rochers.
On sait que la chouette tachetée du Nord, sous-espèce vulnérable, vit dans le bassin versant de la Big Butte Creek. Le pygargue à tête blanche niche autour du lac Willow,,. Plus de 152 autres espèces d'oiseaux vivraient dans le bassin versant. Des amphibiens comme la grenouille maculée de l'Oregon, vulnérable, et Amolops, genre quasi menacé, habitent certaines régions du bassin versant
,. Le cerf mulet, le wapiti de Roosevelt, le puma et l'ours noir sont quelques-unes des 63 espèces de mammifères les plus répandues dans le bassin versant. On y a aussi aperçu le pékan, la martre d'Amérique et l'autour des palombes. Parmi les espèces sensibles, il y a le glouton, la tortue de l'Ouest, la grue du Canada et l'oreillard de Townsend. Le loup et le grizzli, vulnérable, vivaient jadis dans le bassin versant, mais ils sont maintenant considérés comme des espèces extirpées. Dix-neuf espèces de reptiles vivraient dans la région.
La truite arc-en-ciel, le saumon royal, le saumon coho et la lamproie du Pacifique sont les poissons anadromes les plus courants qui habitent la Big Butte Creek,,. Ils se rendent jusqu'aux chutes Butte et les franchissent parfois pendant les hautes eaux,. Comme l'eau est froide et stérile et qu'il est difficile de franchir les chutes, les cours d'eau en amont ont des populations très faibles de poissons anadromes. Parmi les poissons autochtones non migrateurs de cette région, il y a la truite fardée et la truite arc-en-ciel,. Le lac Willow contient de l'achigan à grande bouche, de la truite arc-en-ciel, de la truite fardée et de l'omble de fontaine. Dans l'ensemble, la population de poissons dans le bassin versant de la Big Butte Creek a baissé ces dernières années, peut-être à cause du défrichement des zones ripariennes et de la hausse de la température de l'eau,.

## Histoire

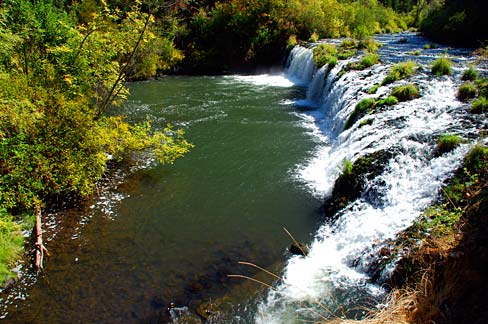
Chutes Butte, situées sur la South Fork de la Big Butte Creek

L'être humain vit dans la région de la Big Butte Creek depuis au moins 8 000 ans. Les tribus Klamath et Takelma, ainsi que les peuples Upper Umpqua et Latgawa, habitent le bassin versant jusqu'à ce qu'ils en soient chassés lors des guerres des Rogue River dans les années 1850,. Le 24 décembre 1855, le capitaine E. A. Rice et 34 autres hommes attaquent un campement amérindien près de l'embouchure de la rivière. Ils tuent 18 Amérindiens, capturent les femmes et les enfants et réduisent en cendres le campement. La plupart des Amérindiens sont transférés dans des réserves indiennes. Les premiers colons non autochtones arrivent au début des années 1860 et développent rapidement l'agriculture, l'élevage extensif et l'exploitation forestière,. Ils baptisent la rivière Big Butte Creek en raison de la proximité du mont McLoughlin (aussi appelé Snowy Butte), comme ils le font de la Little Butte Creek voisine.
En 1904, une scierie hydraulique est construite aux chutes Butte, sur la South Fork de la Big Butte Creek. La ville de Butte Falls est créée en 1906 et constituée en personne morale en 1911,,. Le chemin de fer Pacific and Eastern est construit jusqu'à Butte Falls en 1910,. Butte Falls a aussi obtenu les droits d'utilisation de l'eau des sources Ginger, ean potable de grande qualité,.
L'incendie de la colline Cat détruit 120 km2 de forêts sur le pic Rustler en 1910,. En 1915, on construit le canal d'irrigation d'Eagle Point et détourne quelque 2,83 m3 d'eau par seconde pour irriguer le bassin versant de la Little Butte Creek,. Le canal débute juste en aval des chutes Butte. L'écloserie Butte Falls est aussi construite en 1915,,. Au début, elle capte les eaux de la Ginger Creek, mais en 1923, on construit un canal pour transférer 0,439 m3 d'eau, par seconde, de la South Fork de la Big Butte Creek,,. L'aqueduc Medford, canalisation de 79 cm, est construit en 1927. Il conduit environ 1,1 m3 d'eau potable des sources Big Butte par seconde dans le bassin versant du ruisseau Bear Creek,,. En 1951, on ajoute une seconde canalisation et construit le barrage Willow, ce qui crée le lac Willow. Les sources servent plus de 115 000 habitants de la vallée du Rogue.
La forêt est considérablement exploitée dans les années 1920 et 1930. Les mesures de reboisement débutent dans les années 1940 parce que la régénération naturelle ne suit pas le rythme de l'exploitation forestière. La tempête du ''Columbus Day'' de 1962 abat nombre de gros arbres. De nos jours, la forêt primaire couvre seulement quelque 5 % du bassin versant.
En 1995, le Bureau of Land Management désigne la région des Poverty Flats comme « région dont l'environnement est particulièrement préoccupant ». À quelque 5,6 kilomètres à l'ouest de Butte Falls, cette région abrite plusieurs espèces rares de plantes. On la clôture en 1996 pour la protéger du bétail errant.
L'Oregon Department of Fish and Wildlife devait fermer l'écloserie Butte Falls en juillet 2009, car il cherchait à réduire ses dépenses, mais le 3 juillet précédent, il annonce qu'elle continuera de fonctionner avec un seul employé. L'écloserie ferme toutefois pour de bon en octobre 2010.
Un tronçon de 49 m du canal d'irrigation d'Eagle Point cède le 2 octobre 2011 : quelque 2,4 m3 d'eau bourbeuse par seconde dévalent la colline, traversent la route et pénètrent dans la basse Big Butte Creek, frayère de saumons vitale. À environ 24 km en amont, un fluviomètre du Rogue indique alors des niveaux de turbidité vingt fois supérieurs à ceux d'avant la rupture. Le canal était réparé le 28 octobre.

## Pollution

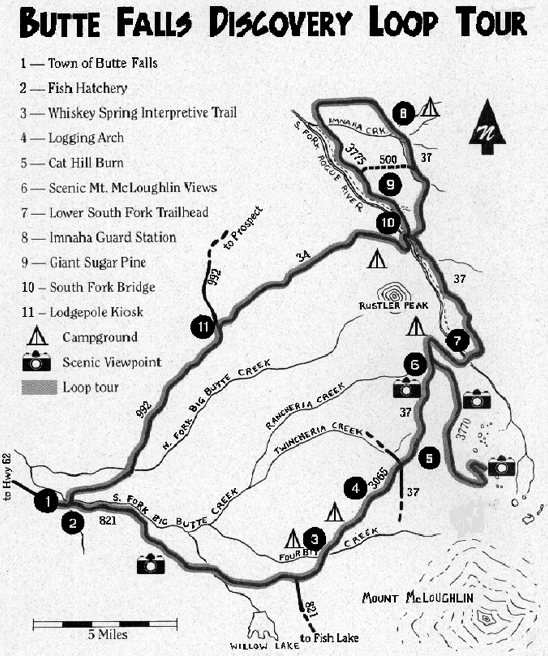
Carte du circuit de découverte de Butte Falls, qui traverse des zones grandioses de la Forêt nationale de Rogue River-Siskiyou

Le département de la Qualité de l'environnement (DEQ) de l'Oregon a contrôlé huit paramètres de qualité de l'eau dans la Big Butte Creek : la température, la saturation en oxygène, le pH, les nutriments, la présence de bactéries, celle de contaminants chimiques tels que des pesticides et des métaux, la turbidité et l'alcalinité. Les cours d'eau qui dépassent le niveau normal sont inscrits sur la liste 303d du DEQ conformément à la Clean Water Act. Quelque 87,2 km des cours d'eau du bassin versant de la Big Butte Creek ont été inscrits sur la liste 303d 2004-2006 du DEQ. Le bras principal au complet dépassait la norme de température, de saturation en oxygène et la teneur normale en Escherichia coli, bactérie mieux connue sous le nom d'E. coli. Les 22,4 km d'aval de la North Fork figurent sur la liste à cause de la température élevée, tout comme de nombreux autres petits affluents. La South Fork n'y figure pas, au contraire de certains de ses affluents.
Dans l'ensemble, l'eau du bassin versant de la Big Butte Creek est généralement de grande qualité, mais la construction de routes et l'exploitation forestière peuvent causer une forte érosion, ce qui entraîne une sédimentation et une turbidité élevées. La région du ruisseau Willow connaît souvent une turbidité élevée, mais le lac Willow retient les sédiments avant qu'ils ne soient entraînés en aval. Les sources Big Butte fournissent une eau saine qui nécessite un traitement minime pour répondre aux normes de qualité. Leur eau a une pollution chimique très faible, une turbidité peu élevée et une température variant en moyenne de 6,6 à 7,8 °C.

## Loisirs
Les activités récréatives appréciées dans le bassin versant de la Big Butte Creek comprennent la chasse, le camping, la randonnée pédestre et l'équitation,,. Nombre de touristes visitent aussi la région. Le sentier le plus fréquenté est le Blue Canyon Trail, qui mène à la réserve intégrale Sky Lakes et, enfin, au Pacific Crest Trail, plus grand,. La ville de Butte Falls a organisé le circuit de découverte de Butte Falls, circuit d'une demi-journée en voiture, à travers la Forêt nationale de Rogue River-Siskiyou. Le circuit débute à Butte Falls et comprend plusieurs arrêts pour permettre la randonnée à pied et l'observation du paysage, dont le mont McLoughlin.
Les loisirs aquatiques sur le lac Willow comprennent la navigation de plaisance, la natation, la pêche et le ski nautique. La pêche est aussi prisée sur d'autres cours d'eau, dont le ruisseau Fourbit,. Le ski de fond et la motoneige sont appréciés en hiver.